# Thomas Didillon
Thomas Didillon (Seclin, 28 novembre 1995) è un calciatore francese, portiere del Willem II.

## Biografia
Didillon è padre di un bambino di nome Chad nato il 16 agosto 2016.

## Caratteristiche tecniche
È un giocatore molto alto (193 cm), dotato di un buon senso della posizione e abile a leggere le traiettorie sulle palle alte. Nonostante l'altezza, è abile anche nell'uso dei piedi.

## Carriera

### Club
Scoperto a 13 anni durante uno stage estivo, Didillon si alterna per un anno tra il suo club di origine, l'APM Metz, e il Metz, prima di entrare definitivamente nelle giovanili di quest'ultimo. Didillon firma il suo primo contratto da professionista con l'FC Metz nel maggio 2013, ma gioca con la squadra riserve in CFA per tutto l'anno successivo. Il debutto in prima squadra arriva nell'ultima giornata di campionato della Ligue 2 2013-2014, con l'allenatore Albert Cartier che, ormai certo del primo posto del club granata, decide di schierarlo titolare contro lo Stade Lavallois.
L'anno successivo, per permettergli di giocare maggiormente, Didillon viene prestato al Seraing United, squadra della terza divisione belga appartenente allo stesso proprietario del Metz. La sua stagione in Belgio è positiva, con la squadra che si salva mentre il francese gioca 31 partite. Nel frattempo il Metz vive una stagione negativa, concludendo al penultimo posto in Ligue 1 e retrocedendo così il Ligue 2.
Al suo ritorno al Metz, complici le partenze dei due portieri Johann Carrasso ed Anthony Mfa Mezui, Didillon viene scelto dal nuovo allenatore José Riga come titolare. Nel corso della stagione Didillon si mostra una sicurezza per tutto il reparto difensivo, subendo solo 2 gol nelle prime sette partite e risultando determinante per la promozione ottenuta a fine stagione.
L'anno successivo, confermato titolare, Didillon gioca il suo primo campionato di Ligue 1 della carriera. La stagione 2017-2018 è invece negativa, sia per il Metz, che retrocede dalla Ligue 1, che per lo stesso Didillon, costretto a saltare gran parte della stagione a causa di un'ernia al disco.
Il 12 giugno 2018 Didillon si trasferisce a titolo definitivo all'Anderlecht.

### Nazionale
Nell'ambito della nazionale francese, Didillon ha giocato in tutte le selezioni dall'Under-16 fino all'Under 21. Con l'Under-20 ha preso parte al Torneo di Tolone 2015, vincendo la competizione in finale contro i parietà del Marocco.
Il 25 agosto 2015 è convocato per la prima volta in Under 21 dal ct Pierre Mankowski per la partita contro l'Islanda valida per le qualificazioni al Campionato europeo di calcio Under-21 2017.

## Statistiche

### Presenze e reti nei club
Statistiche aggiornate al 27 maggio 2018.
| Stagione        | Squadra         | Campionato      | Campionato | Campionato | Coppe nazionali | Coppe nazionali | Coppe nazionali | Coppe continentali | Coppe continentali | Coppe continentali | Altre coppe | Altre coppe | Altre coppe | Totale | Totale |
| Stagione        | Squadra         | Comp            | Pres       | Reti       | Comp            | Pres            | Reti            | Comp               | Pres               | Reti               | Comp        | Pres        | Reti        | Pres   | Reti   |
| --------------- | --------------- | --------------- | ---------- | ---------- | --------------- | --------------- | --------------- | ------------------ | ------------------ | ------------------ | ----------- | ----------- | ----------- | ------ | ------ |
| 2013-2014       | Metz            | L2              | 1          | 0          | -               | -               | -               | -                  | -                  | -                  | -           | -           | -           | 1      | 0      |
| 2014-2015       | Seraing United  | D2              | 31         | -?         | CB              | 1               | -?              | -                  | -                  | -                  | -           | -           | -           | 32     | -?     |
| 2015-2016       | Metz            | L2              | 27         | -27        | CF              | 1               | -2              | -                  | -                  | -                  | -           | -           | -           | 28     | -29    |
| 2016-2017       | Metz            | L1              | 32         | -63        | -               | -               | -               | -                  | -                  | -                  | -           | -           | -           | 32     | -63    |
| 2017-2018       | Metz            | L1              | 9          | -14        | CdL             | 2               | -1              | -                  | -                  | -                  | -           | -           | -           | 11     | -15    |
| Totale Metz     | Totale Metz     | Totale Metz     | 69         | -104       |                 | 3               | -3              |                    | -                  | -                  |             | -           | -           | 72     | -107   |
| Totale carriera | Totale carriera | Totale carriera | 100        | -?         |                 | 4               | -?              |                    | -                  | -                  |             | -           | -           | 104    | -?     |

## Palmarès

### Club

#### Competizioni nazionali
- Ligue 2: 1

Metz: 2013-2014